# Trejsi Sejdini
Trejsi Sejdini (Elbasan, Albania) 30 de mayo de 2000) es una modelo albanesa, influyente en las redes sociales y ganadora del título de un concurso de belleza que fue coronada Miss Universo Albania 2018 y representó a Albania en Miss Universo 2018.

## Vida personal
Sejdini nació en Elbasan, Albania el 30 de mayo de 2000 y vive en Tirana. Además de su idioma nativo (albanés), habla 3 idiomas extranjeros, a saber, italiano, francés e inglés. She joined various clips Se unió a varios clips como modelo en Albania, y apareció en Gang gang de Fero y Jealousy de Mozzik. Sejdini participó, a la edad de 16 años, en el certamen Miss Universe Albania 2016, pero no ganó a pesar de que era una de las competidoras favoritas. Se convirtió en la ganadora del concurso Miss Universe Albania 2018 en junio de 2018 en Pallati i Kongreseve. En el mismo período, también se convirtió en una influenciadora de las redes sociales obteniendo éxito y luego ingresó al mundo del entretenimiento al aparecer en varios programas de televisión. Representó, a la edad de 18 años, a su país ( Albania ) en el certamen de Miss Universo 2018 en diciembre de 2018.

## Carrera

### Miss Universo Albania 2018
Sejdini fue coronada como Miss Universo Albania 2018 el 6 de junio de 2018.

### Miss Universo 2018
Sejdini representó a Albania en el certamen de Miss Universo 2018 el 17 de diciembre de 2018 y fue galardonada como Miss Fotogénica.